# شتيفان كولوفيتس
شتيفان كولوفيتس (بالألمانية: Stefan Kulovits)‏ (19 أبريل 1983 بفيينا في النمسا - ) هو لاعب كرة قدم نمساوي في مركز الوسط. شارك مع منتخب النمسا تحت 17 سنة لكرة القدم ومنتخب النمسا تحت 19 سنة لكرة القدم ومنتخب النمسا تحت 21 سنة لكرة القدم ومنتخب النمسا لكرة القدم. أما مع النوادي، فقد لعب مع رابيد فيينا ونادي ساندهاوزن.

## وصلات خارجية
- ستيفن كولوفيتس على موقع قاعدة بيانات كرة القدم.إي يو (الإنجليزية)
- ستيفن كولوفيتس على موقع ناشيونال فوتبول تيمز (الإنجليزية)
- ستيفن كولوفيتس على موقع Soccerway.com (الإنجليزية)
- ستيفن كولوفيتس على موقع عالم كرة القدم.نت (الإنجليزية)
- ستيفن كولوفيتس على موقع AS.com (الإسبانية)